# Diaptomus wardi
Diaptomus wardi är en kräftdjursart som beskrevs av Arthur Sperry Pearse. Diaptomus wardi ingår i släktet Diaptomus och familjen Diaptomidae. Inga underarter finns listade i Catalogue of Life.